# Banu Sad ibn Bakr
Els Banu Sad ibn Bakr foren una petita tribu d'Aràbia, del grup Hawazin. Halima bint Abi-Dhuayb, que fou la dida de Mahoma, pertanyia a aquesta tribu. La tribu es va dividir en petites fraccions algunes de les quals van donar suport al Profeta i d'altres hi van estar en contra.